# Coppa Europa di skeleton 2022

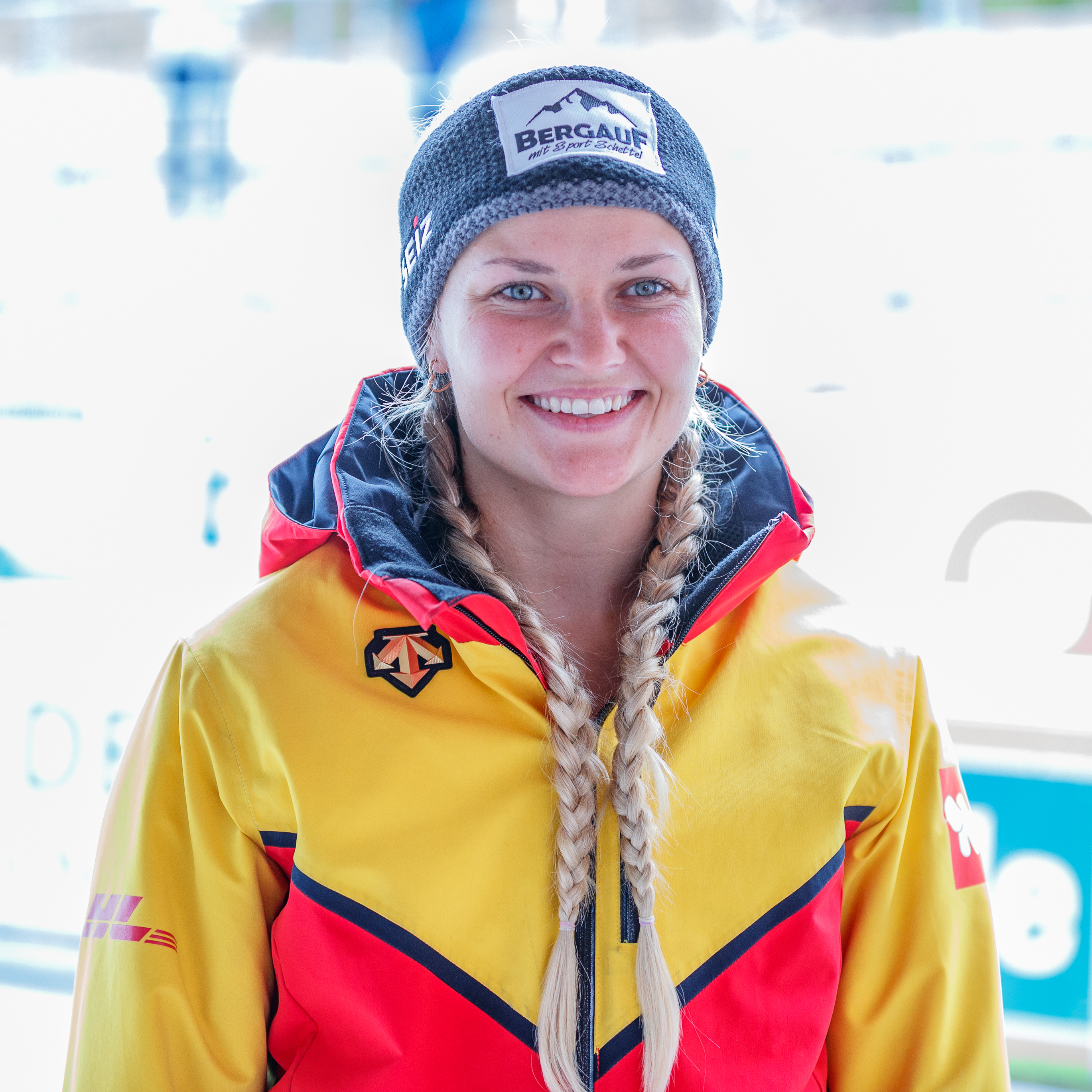
Sarah Wimmer, vincitrice della Coppa Europa 2021/22 nel singolo femminile

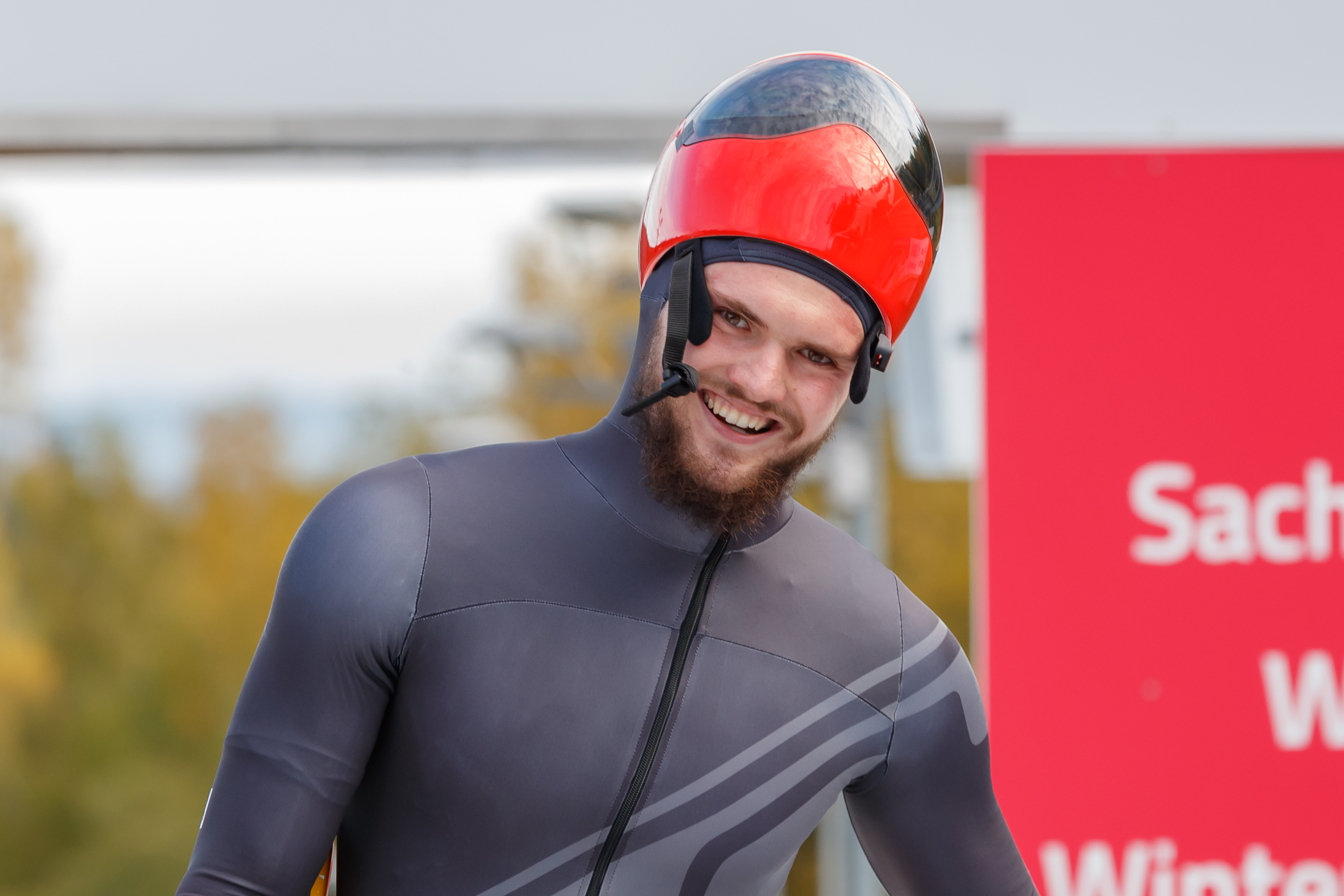
Stefan Röttig, vincitore della Coppa Europa 2021/22 nel singolo maschile

La Coppa Europa di skeleton 2022 è stata l'edizione 2021-2022 del circuito continentale europeo dello skeleton, manifestazione organizzata annualmente dalla Federazione Internazionale di Bob e Skeleton; è iniziata il 12 novembre 2021 a Lillehammer, in Norvegia, e si è conclusa il 9 gennaio 2022 ad Altenberg, in Germania.
Sono state disputate sedici gare, otto per le donne e altrettante per gli uomini, distribuite in cinque tappe tenutesi in altrettanti differenti località europee. La tappa finale di Altenberg ha assegnato inoltre i titoli europei juniores 2022.
Vincitori dei trofei, conferiti agli atleti classificatisi per primi nel circuito, sono stati la tedesca Sarah Wimmer nel singolo femminile e il connazionale Stefan Röttig in quello maschile, entrambi alla loro prima affermazione nel circuito europeo.

## Calendario
| Tappa  | Località    | Data                | Donne | Uomini |
| ------ | ----------- | ------------------- | ----- | ------ |
| 1      | Lillehammer | 12–13 novembre 2021 | ●●    | ●●     |
| 2      | Winterberg  | 19–20 novembre 2021 | ●●    | ●●     |
| 3      | Innsbruck   | 3 dicembre 2021     | ●     | ●      |
| 4      | Sigulda     | 13–14 dicembre 2021 | ●●    | ●●     |
| 5      | Altenberg   | 9 gennaio 2022      | ●     | ●      |
| Totale | Totale      | Totale              | 8     | 8      |

|  | Tappa valida anche per il campionato europeo juniores |

## Risultati

### Singolo donne
| Data             | Località    | Prime classificate      | Seconde classificate       | Terze classificate            |
| ---------------- | ----------- | ----------------------- | -------------------------- | ----------------------------- |
| 12 novembre 2021 | Lillehammer | Li Yuxi Cina            | Sarah Wimmer Germania      | Zhu Yangqi Cina               |
| 13 novembre 2021 | Lillehammer | Li Yuxi Cina            | Mystique Ro Stati Uniti    | Sarah Wimmer Germania         |
| 19 novembre 2021 | Winterberg  | Li Yuxi Cina            | Mystique Ro Stati Uniti    | Polina Tjurina Germania       |
| 20 novembre 2021 | Winterberg  | Li Yuxi Cina            | Sarah Wimmer Germania      | Zhu Yangqi Cina               |
| 3 dicembre 2021  | Innsbruck   | Mystique Ro Stati Uniti | Sarah Wimmer Germania      | Amelia Kellyman Gran Bretagna |
| 13 dicembre 2021 | Sigulda     | Polina Tjurina Russia   | Anastasija Cyganova Russia | Mystique Ro Stati Uniti       |
| 14 dicembre 2021 | Sigulda     | Polina Tjurina Russia   | Ul'jana Usynina Russia     | Anastasija Cyganova Russia    |
| 9 gennaio 2022   | Altenberg   | Agathe Bessard Francia  | Polina Tjurina Russia      | Sarah Wimmer Germania         |

### Singolo uomini
| Data             | Località    | Primi classificati     | Secondi classificati    | Terzi classificati             |
| ---------------- | ----------- | ---------------------- | ----------------------- | ------------------------------ |
| 12 novembre 2021 | Lillehammer | Yin Zheng Cina         | Cedric Renner Germania  | Zhu Haifeng Cina               |
| 13 novembre 2021 | Lillehammer | Yin Zheng Cina         | Zhu Haifeng Cina        | Laurence Bostock Gran Bretagna |
| 19 novembre 2021 | Winterberg  | Yin Zheng Cina         | Cedric Renner Germania  | Stefan Röttig Germania         |
| 20 novembre 2021 | Winterberg  | Yin Zheng Cina         | Cedric Renner Germania  | Stefan Röttig Germania         |
| 3 dicembre 2021  | Innsbruck   | Stefan Röttig Germania | Dmitrij Grevcev Russia  | Jacob Salisbury Gran Bretagna  |
| 13 dicembre 2021 | Sigulda     | Dmitrij Grevcev Russia | Krists Netlaus Lettonia | Stefan Röttig Germania         |
| 14 dicembre 2021 | Sigulda     | Dmitrij Grevcev Russia | Bogdan Popov Russia     | Krists Netlaus Lettonia        |
| 9 gennaio 2022   | Altenberg   | Stefan Röttig Germania | Evgenij Rukosuev Russia | Cedric Renner Germania         |

## Classifiche

### Sistema di punteggio[3]
| Piazzamento | 1  | 2  | 3  | 4  | 5  | 6  | 7  | 8  | 9  | 10 | 11 | 12 | 13 | 14 | 15 | 16 | 17 | 18 | 19 | 20 | 21 | 22 | 23 | 24 | 25 | 26 | 27 | 28 | 29 | 30 |
| Punti       | 75 | 65 | 55 | 50 | 45 | 40 | 38 | 36 | 34 | 32 | 30 | 28 | 26 | 24 | 22 | 20 | 18 | 16 | 14 | 12 | 10 | 9  | 8  | 7  | 6  | 5  | 4  | 3  | 2  | 1  |

### Singolo donne
| Pos. | Nome atleta         | Nazione     | LIL-1 | LIL-2 | WIN-1 | WIN-2 | INN | SIG-1 | SIG-2 | ALT | Punti |
| ---- | ------------------- | ----------- | ----- | ----- | ----- | ----- | --- | ----- | ----- | --- | ----- |
| 1    | Sarah Wimmer        | Germania    | 2     | 3     | 5     | 2     | 2   | 4     | 5     | 3   | 445   |
| 2    | Mystique Ro         | Stati Uniti | DNF   | 2     | 2     | 4     | 1   | 3     | 6     | 6   | 390   |
| 3    | Polina Tjurina      | Russia      | -     | -     | 3     | 5     | 5   | 1     | 1     | 2   | 360   |
| 4    | Li Yuxi             | Cina        | 1     | 1     | 1     | 1     | -   | -     | -     | -   | 300   |
| 5    | Anastasija Cyganova | Russia      | -     | -     | 4     | 6     | 4   | 2     | 3     | 8   | 296   |
| 6    | Hanna Staub         | Germania    | 5     | 6     | 12    | 7     | -   | 5     | 4     | 9   | 280   |
| 7    | Annia Unterscheider | Austria     | 4     | 5     | 16    | 17    | 10  | 6     | 13    | 15  | 253   |
| 6    | Julia Simmchen      | Germania    | 7     | 4     | 9     | 9     | 14  | 9     | 8     | -   | 250   |
| 9    | Anna Saulite        | Austria     | 10    | 11    | 8     | 13    | 9   | 11    | 7     | 16  | 246   |
| 10   | Aline Pelckmans     | Belgio      | 11    | 10    | 13    | 11    | 12  | 13    | 9     | 14  | 230   |

### Singolo uomini
| Pos. | Nome atleta      | Nazione  | LIL-1 | LIL-2 | WIN-1 | WIN-2 | INN | SIG-1 | SIG-2 | ALT | Punti |
| ---- | ---------------- | -------- | ----- | ----- | ----- | ----- | --- | ----- | ----- | --- | ----- |
| 1    | Stefan Röttig    | Germania | 4     | 7     | 3     | 3     | 1   | 3     | 2     | 1   | 468   |
| 2    | Cedric Renner    | Germania | 2     | 4     | 2     | 2     | 4   | 5     | 4     | 3   | 445   |
| 3    | Ludwig Mannhardt | Germania | 7     | 8     | 6     | 5     | 5   | 4     | 6     | 5   | 339   |
| 4    | Dmitrij Grevcev  | Russia   | -     | -     | 10    | 11    | 2   | 1     | 1     | 8   | 313   |
| 5    | Yin Zheng        | Cina     | 1     | 1     | 1     | 1     | -   | -     | -     | -   | 300   |
| 6    | Krists Netlaus   | Lettonia | 5     | 6     | 20    | 15    | 9   | 2     | 7     | 13  | 282   |
| 7    | Bogdan Popov     | Russia   | 11    | 11    | 18    | 14    | 13  | 8     | 3     | 9   | 233   |
| 8    | Elvis Veinbergs  | Lettonia | 11    | 11    | 18    | 14    | 13  | 25    | 8     | 4   | 218   |
| 9    | Zhu Haifeng      | Cina     | 3     | 2     | 5     | 4     | -   | -     | -     | -   | 215   |
| 10   | Daniel Filipszki | Germania | 10    | 10    | 11    | 7     | 11  | 16    | 15    | 23  | 212   |